# Vanderson de Oliveira Campos
Vanderson de Oliveira Campos, noto semplicemente come Vanderson (Rondonópolis, 21 giugno 2001), è un calciatore brasiliano, difensore del Monaco e della Nazionale brasiliana.

## Caratteristiche tecniche
È un terzino destro.

## Carriera

### Club
Cresciuto nel settore giovanile del Grêmio, debutta in prima squadra il 28 dicembre 2020 in occasione dell'incontro di Série A vinto 2-1 contro l'Atl. Goianiense; Il 6 gennaio seguente trova la sua prima rete, nella vittoria casalinga per 2-1 contro il Bahia.
Il 1º gennaio 2022 si trasferisce al Monaco.

### Nazionale
Il 28 maggio 2023 viene convocato per la prima volta in nazionale maggiore. Esordisce il 17 giugno seguente subentrando nel finale dell'amichevole vinta 4-1 contro la Guinea.

## Statistiche

### Presenze e reti nei club
Statistiche aggiornate al 20 marzo 2025.
| Stagione        | Squadra         | Campionato      | Campionato | Campionato | Coppe nazionali | Coppe nazionali | Coppe nazionali | Coppe continentali | Coppe continentali | Coppe continentali | Altre coppe | Altre coppe | Altre coppe | Totale | Totale | Totale |
| Stagione        | Squadra         | Comp            | Pres       | Reti       | Comp            | Pres            | Reti            | Comp               | Pres               | Reti               | Comp        | Pres        | Reti        | Pres   | Reti   |        |
| --------------- | --------------- | --------------- | ---------- | ---------- | --------------- | --------------- | --------------- | ------------------ | ------------------ | ------------------ | ----------- | ----------- | ----------- | ------ | ------ | ------ |
| 2020            | Grêmio          | A+PD/RS         | 5+0        | 1+0        | CB              | 2               | 0               | -                  | -                  | -                  | -           | -           | -           | 7      | 1      |        |
| 2021            | Grêmio          | A+PD/RS         | 30+12      | 3+1        | CB              | 5               | 0               | CL+CS              | 2+3                | 0                  | -           | -           | -           | 52     | 4      |        |
| Totale Grêmio   | Totale Grêmio   | Totale Grêmio   | 35+12      | 4+1        |                 | 7               | 0               |                    | 5                  | 0                  |             | -           | -           | 59     | 5      |        |
| gen.-giu. 2022  | Monaco          | L1              | 17         | 2          | CF              | 3               | 0               | UEL                | 2                  | 0                  | -           | -           | -           | 22     | 2      |        |
| 2022-2023       | Monaco          | L1              | 31         | 1          | CF              | 0               | 0               | UCL+UEL            | 2+6                | 0+0                | -           | -           | -           | 39     | 1      |        |
| 2023-2024       | Monaco          | L1              | 20         | 3          | CF              | 3               | 0               | -                  | -                  | -                  | -           | -           | -           | 23     | 3      |        |
| 2024-2025       | Monaco          | L1              | 22         | 1          | CF              | 2               | 1               | UCL                | 9                  | 0                  | SF          | 1           | 0           | 34     | 2      |        |
| Totale Monaco   | Totale Monaco   | Totale Monaco   | 90         | 7          |                 | 8               | 1               |                    | 19                 | 0                  |             | 1           | 0           | 118    | 8      |        |
| Totale carriera | Totale carriera | Totale carriera | 137        | 12         |                 | 15              | 1               |                    | 24                 | 0                  |             | 1           | 0           | 177    | 13     |        |

### Cronologia presenze e reti in nazionale
| Cronologia completa delle presenze e delle reti in nazionale ― Brasile | Cronologia completa delle presenze e delle reti in nazionale ― Brasile | Cronologia completa delle presenze e delle reti in nazionale ― Brasile | Cronologia completa delle presenze e delle reti in nazionale ― Brasile | Cronologia completa delle presenze e delle reti in nazionale ― Brasile | Cronologia completa delle presenze e delle reti in nazionale ― Brasile | Cronologia completa delle presenze e delle reti in nazionale ― Brasile | Cronologia completa delle presenze e delle reti in nazionale ― Brasile |
| Data                                                                   | Città                                                                  | In casa                                                                | Risultato                                                              | Ospiti                                                                 | Competizione                                                           | Reti                                                                   | Note                                                                   |
| ---------------------------------------------------------------------- | ---------------------------------------------------------------------- | ---------------------------------------------------------------------- | ---------------------------------------------------------------------- | ---------------------------------------------------------------------- | ---------------------------------------------------------------------- | ---------------------------------------------------------------------- | ---------------------------------------------------------------------- |
| 17-6-2023                                                              | Cornellà de Llobregat                                                  | Brasile                                                                | 4 – 1                                                                  | Guinea                                                                 | Amichevole                                                             | -                                                                      | 90+2’                                                                  |
| 12-9-2023                                                              | Lima                                                                   | Perù                                                                   | 0 – 1                                                                  | Brasile                                                                | Qual. Mondiali 2026                                                    | -                                                                      | 85’                                                                    |
| 15-10-2024                                                             | Brasília                                                               | Brasile                                                                | 4 – 0                                                                  | Perù                                                                   | Qual. Mondiali 2026                                                    | -                                                                      | 83’                                                                    |
| 14-11-2024                                                             | Maturin                                                                | Venezuela                                                              | 1 – 1                                                                  | Brasile                                                                | Qual. Mondiali 2026                                                    | -                                                                      | 36’                                                                    |
| 20-3-2025                                                              | Brasilia                                                               | Brasile                                                                | 2 – 1                                                                  | Colombia                                                               | Qual. Mondiali 2026                                                    | -                                                                      | 79’                                                                    |
| 5-6-2025                                                               | Guayaquil                                                              | Ecuador                                                                | 0 – 0                                                                  | Brasile                                                                | Qual. Mondiali 2026                                                    | -                                                                      |                                                                        |
| 10-6-2025                                                              | San Paolo                                                              | Brasile                                                                | 1 – 0                                                                  | Paraguay                                                               | Qual. Mondiali 2026                                                    | -                                                                      | 89’                                                                    |
| Totale                                                                 |                                                                        | Presenze                                                               | 7                                                                      |                                                                        | Reti                                                                   | 0                                                                      |                                                                        |